# Oxynoticeras
Oxynoticeras – rodzaj głowonogów z wymarłej podgromady amonitów, z rzędu Ammonitida.
Żył w okresie późnej jury (synemur). Jego skamieniałości są znajdywane na terenie Europy i Ameryki Północnej.